# I STAND HERE FOR YOU
『I STAND HERE FOR YOU』は筋肉少女帯のボーカル、大槻ケンヂのソロアルバムである。

## 解説
大槻ケンヂによる2枚目のソロアルバムであり、カバー曲集だった前作に対し、今作はオリジナル曲とカバー曲が半々な内容である。
大槻曰く、タイトルを訳すと「平気、へっちゃら、ここにいるから、俺が」という意味。

## 収録曲
1. 青春の蹉跌のテーマ PART1
（作詞：大槻ケンヂ　作曲：井上堯之　編曲：増田隆宣）
映画青春の蹉跌のテーマ曲にセリフを入れたもの。
2. モンブランケーキ
（作詞：大槻ケンヂ　作曲：大槻ケンヂ　編曲：増田隆宣）
コーラスを穴井夕子、語りを菅野美穂が担当している。
3. 猫のリンナ ( I Want You To Want Me)
（作詞：Rick Nielsen　日本語詞：大槻ケンヂ　作曲：Rick Nielsen　編曲：チープとっくり）
チープ・トリックのI want you to want meを日本語カバーしたもの。編曲のチープとっくりは、大槻ケンヂ・ローリー寺西・武内志磨・川西幸一で構成されている。
4. 青春の蹉跌のテーマ PART2
（作曲：井上堯之　編曲：増田隆宣）
5. ののの唄
（作詞：大槻ケンヂ　作曲：大槻ケンヂ＆中山努　編曲：中山努）
6. FOOLISH GO-ER
（作詞：高橋佐代子　作曲：石原富紀江　編曲：橘高文彦）
ZELDAのカバー。カルメン・マキがゲストボーカルで参加。
7. それでも、また会えたらいいね
（作詞：大槻ケンヂ　作曲：大槻ケンヂ　編曲：中山努）
筋肉少女帯の「また会えたらいいね」を改題してセルフカバー
8. 青春の蹉跌のテーマ PART3
（作詞：大槻ケンヂ　作曲：井上堯之　編曲：増田隆宣）
9. お世話になりました
（作詞：山上路夫　作曲：筒美京平　編曲：増田隆宣）
井上順のカバー
10. 天使たちのシーン
（作詞：小沢健二　作曲：小沢健二：　編曲：増田隆宣）
小沢健二のカバー
11. 青春の蹉跌のテーマ PART4
（作曲：井上堯之　編曲：増田隆宣）
12. あのさぁ
（作詞：大槻ケンヂ　作曲：大槻ケンヂ　編曲：大村憲司）